# Bärtchen-Gliedkraut
Das Bärtchen-Gliedkraut (Sideritis barbellata) ist eine Pflanzenart aus der Gattung der Gliedkräuter (Sideritis) innerhalb der Familie der Lippenblütler (Lamiaceae). Sie ist ein Endemit auf der kanarischen Insel La Palma.

## Beschreibung

### Vegetative Merkmale
Das Bärtchen-Gliedkraut ist ein Strauch und erreicht Wuchshöhen von bis zu 1 Meter. Die oberirdischen Pflanzenteile sind grau-filzig behaart (Indument). Die Laubblätter sind eiförmig-länglich, spitz, gekerbt mit herzförmiger Spreitenbasis und grüner Blattoberseite.

### Generative Merkmale
Der Blütenstand ist mehrfach verzweigt und besteht aus  unten unterbrochenen Scheinquirlen die jeweils 8 bis 24 Einzelblüten tragen. Die weißliche Blütenkrone wird 6,5 bis 9 Millimeter lang und ist vorn erweitert. Sie besitzt braune Lippen und der Kelch ist innen im oberen Drittel behaart. Die Zähne sind dreieckig geformt.

### Chromosomenzahl
Die Chromosomenzahl beträgt 2n = 44.

## Standort
Das Bärtchen-Gliedkraut wächst nur auf La Palma (Insel-Endemit). Nach R. Govaerts kommt die Art aber nur auf Gran Canaria und Hierrero vor. Das Bärtchen-Gliedkraut wächst im Übergangsbereich vom Sukkulentenbusch zu den Wäldern. Es ist auf La Palma die einzige Sideritis-Art neben dem Kanaren-Gliederkraut (Sideritis canariensis). Auf El Hierro wird Sideritis barbellata abgelöst von Sideritis ferrensis.